# مارا بار سراپیون

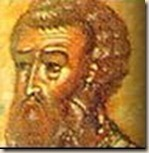
مارا بار سراپیون

مارا بار سراپیون (سریانی کلاسیک: ܡܪܐ ܒܪ ܣܪܦܝܘܢ) فیلسوف رواقی سریانی در استان رومی سوریه بود. او تنها از نامه ای که به زبان سُریانی برای پسرش، سراپیون، نوشته بود، شناخته شده‌است، مارا در این نامه به عیسی مسیح اشاره کرده‌است.
این نامه نشان می‌دهد که زادبوم مارا شهر سام‌شاد، یعنی سامسات امروزی در ترکیه (در کرانه غربی فرات) بوده‌است، اما به نظر می‌رسد اسارت او در سلوکیه، در عراق امروزی (در ساحل غربی رود دجله) رخ داده بوده‌است..
اسارت مارا پس از تصرف شهر سام‌شاد در سال ۷۲ بعد از میلاد توسط رومیان، اما قبل از سده سوم صورت گرفت. بسیاری از پژوهندگان زمان آن را اندکی پس از سال ۷۳ پس از میلاد در قرن اول می‌دانند.

## نامه به پسرش
نامه مارا به پسرش با این جمله آغاز می‌شود: «مارا، پسر سراپیون به سراپیون پسرم: سلام». این نامه بین سالهای ۷۳ بعد از میلاد تا قرن سوم نوشته شده‌است. به اسارت بردن افراد از شهر سام‌شاد در سه مورد رخ داد: یکی در سال ۷۲ پس از میلاد توسط رومیان؛ یکی در سال ۱۶۱/۱۶۲ توسط اشکانیان؛ و سپس در سال ۲۵۶ توسط ساسانیان، و دانشوران مختلف برای هر تاریخ دلایلی ارائه کرده‌اند. روبرت فان فورست (که تاریخ نگارش این نامه را در قرن دوم می‌داند) بیان می‌کند که اکثر محققان تاریخ این نامه را اندکی پس از سال ۷۳ پس از میلاد در قرن اول می‌دانند.
این نامه در یک دست‌نویس قرن ششم یا هفتم (BL Add. 14658) در کتابخانه بریتانیا نگهداری می‌شود. اسناد سده نوزدهم گویای آن است که دست‌نویس حاوی این متن یکی از چندین دست‌نوشته‌ای بود که هنری تاتام از صومعه سنت مری دیپارا در بیابان نطرون مصر به دست آورد و در سال ۱۸۴۳ به کتابخانه سپرده شد.

## دین مارا
شماری از پژوهشگران مانند سباستین براک، فرگوس میلار، یوته پوسکل و کریگ ایوانز، از جمله، اظهار می‌دارند که مارا بت‌پرست بود. گرد تیسن بیان می‌کند که اشاره مارا به «خدایان ما» نشان می‌دهد که او نه یهودی بوده و نه مسیحی. در بخشی از نامه آمده‌است:
افزون بر این، دربارهٔ اصحاب ما شنیده‌ای که به وقت ترک سام‌شاد، پریشان‌حال گشته و گویی از روزگاری که چنین بختی را برایشان رقم زده نالیده و می‌گفتند: «اکنون از خانه و کاشانه دور افتاده و نمی‌توانیم به شهر خود بازگشته یا خویشان خود را ببینیم، یا به خدایان خود درود ستایش بفرستیم.»
والتر الول و رابرت دبلیو. یاربرو اظهار می‌کنند که مارا را به سختی می‌توان مسیحی دانست.
چیلتون و ایوانز هم بیان می‌کنند که استفاده از اصطلاح «پادشاه خردمند» برای اشاره به عیسی (به جای نامگذاری مذهبی) نشان می‌دهد که برداشت مارا از وقایع توسط منابع غیر مسیحی شکل گرفته‌است. آنها بیان می‌کنند که اصطلاح «پادشاه یهودیان» هرگز در ادبیات مسیحی دوران باستان به عنوان عنوانی برای عیسی دیده نشده‌است.

## موضع فلسفی مارا
این نامه از آموزه‌های یونانی بهره می‌گیرد.
در آخرین بند نامه مارا آمده‌است:
یکی از دوستانش از مارا، پسر سراپیون، هنگامی که در کنار او بود، پرسید: «نه، تو را به جانت سوگند، مارا، به من بگو چه دلیلی برای خنده‌ای دیده‌ای که می‌خندی». مارا گفت: «به زمان می‌خندم: از آنجا که او هیچ بدی از من به وام نبرده، که این‌گونه برایم پس می‌آورد.»
ایلاریا راملی، که معتقد است مارا در اواخر سده اول می‌زیسته، اظهار می‌دارد که نامه او دارای عناصر رواقی قوی است.